# Isocoma pluriflora
Isocoma pluriflora là một loài thực vật có hoa trong họ Cúc. Loài này được (Torr. & A.Gray) Greene mô tả khoa học đầu tiên năm 1894.